# Дортан
Дорта́н (фр. Dortan) — коммуна во Франции, находится в регионе Рона — Альпы. Департамент — Эн. Входит в состав кантона Северная Ойонна. Округ коммуны — Нантюа.
Код INSEE коммуны — 01148.

## География
Коммуна расположена приблизительно в 380 км к юго-востоку от Парижа, в 90 км северо-восточнее Лиона, в 36 км к востоку от Бурк-ан-Бреса.
На западе коммуны расположено озеро Куазле и протекает река Эн, а на севере — река Бьен.

## Климат
Климат полуконтинентальный с холодной зимой и тёплым летом. Дожди бывают нечасто, в основном летом.

## Население
Население коммуны на 2010 год составляло 1996 человек.
| 1962 | 1968 | 1975 | 1982 | 1990 | 1999 | 2010 |
| ---- | ---- | ---- | ---- | ---- | ---- | ---- |
| 1407 | 1425 | 1445 | 1609 | 2107 | 2188 | 1996 |

## Администрация
| Период | Период | Фамилия            | Партия                              | Примечания |
| ------ | ------ | ------------------ | ----------------------------------- | ---------- |
| 1983   | 2001   | Бернар Венсан-Жено | Французская коммунистическая партия |            |
| 2001   | 2008   | Марианна Гельпа    | Социалистическая партия             |            |
| 2008   | 2020   | Марианна Дюбар     | Социалистическая партия             |            |

## Экономика
В 2010 году среди 1350 человек трудоспособного возраста (15—64 лет) 1071 были экономически активными, 279 — неактивными (показатель активности — 79,3 %, в 1999 году было 76,9 %). Из 1071 активных жителей работали 955 человек (527 мужчин и 428 женщин), безработных было 116 (49 мужчин и 67 женщин). Среди 279 неактивных 94 человека были учениками или студентами, 111 — пенсионерами, 74 были неактивными по другим причинам.

## Достопримечательности
- Замок Дортан[фр.] (XV век). Исторический памятник с 1997 года[5]

## Фотогалерея

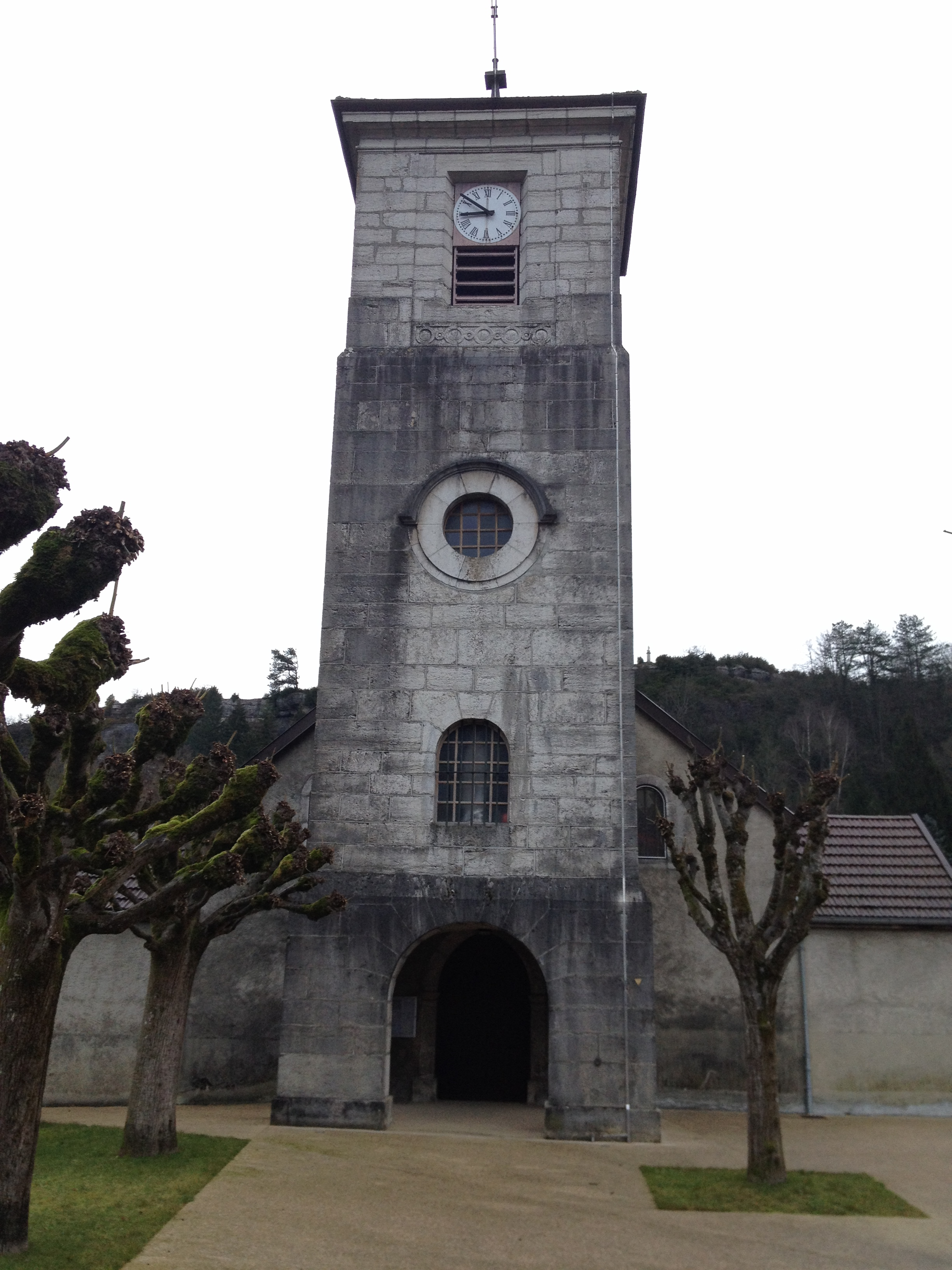
Церковь Св. Мартина
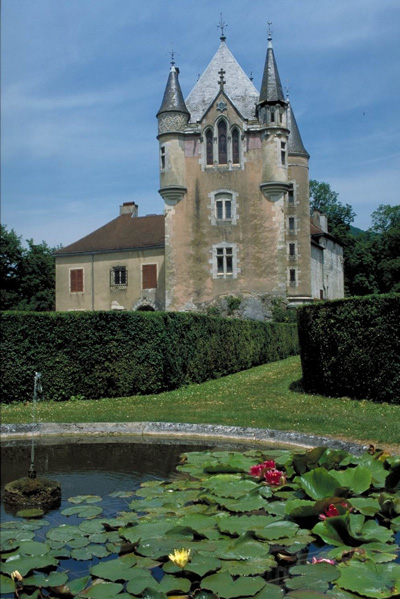
Замок Дортан
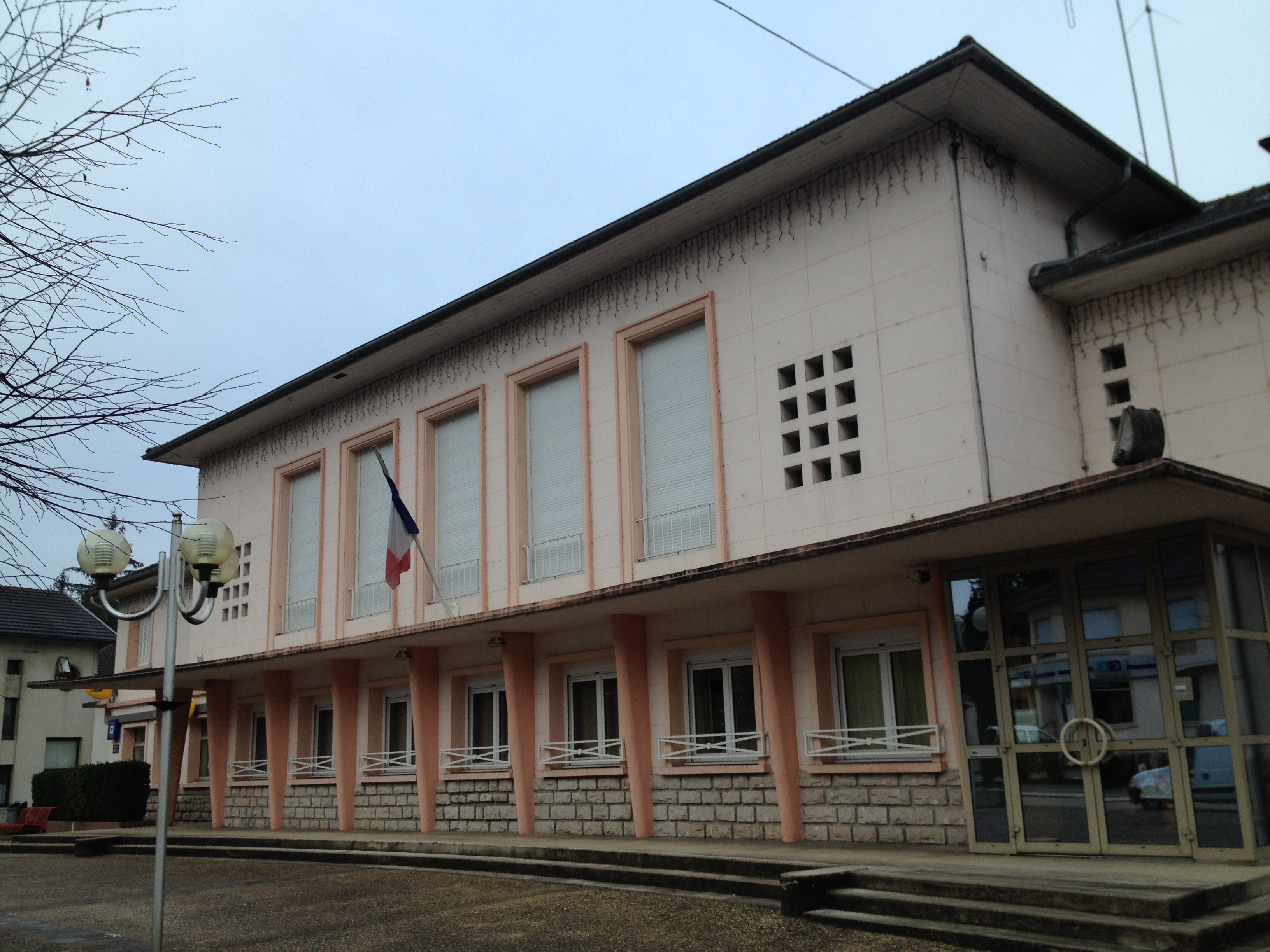
Мэрия
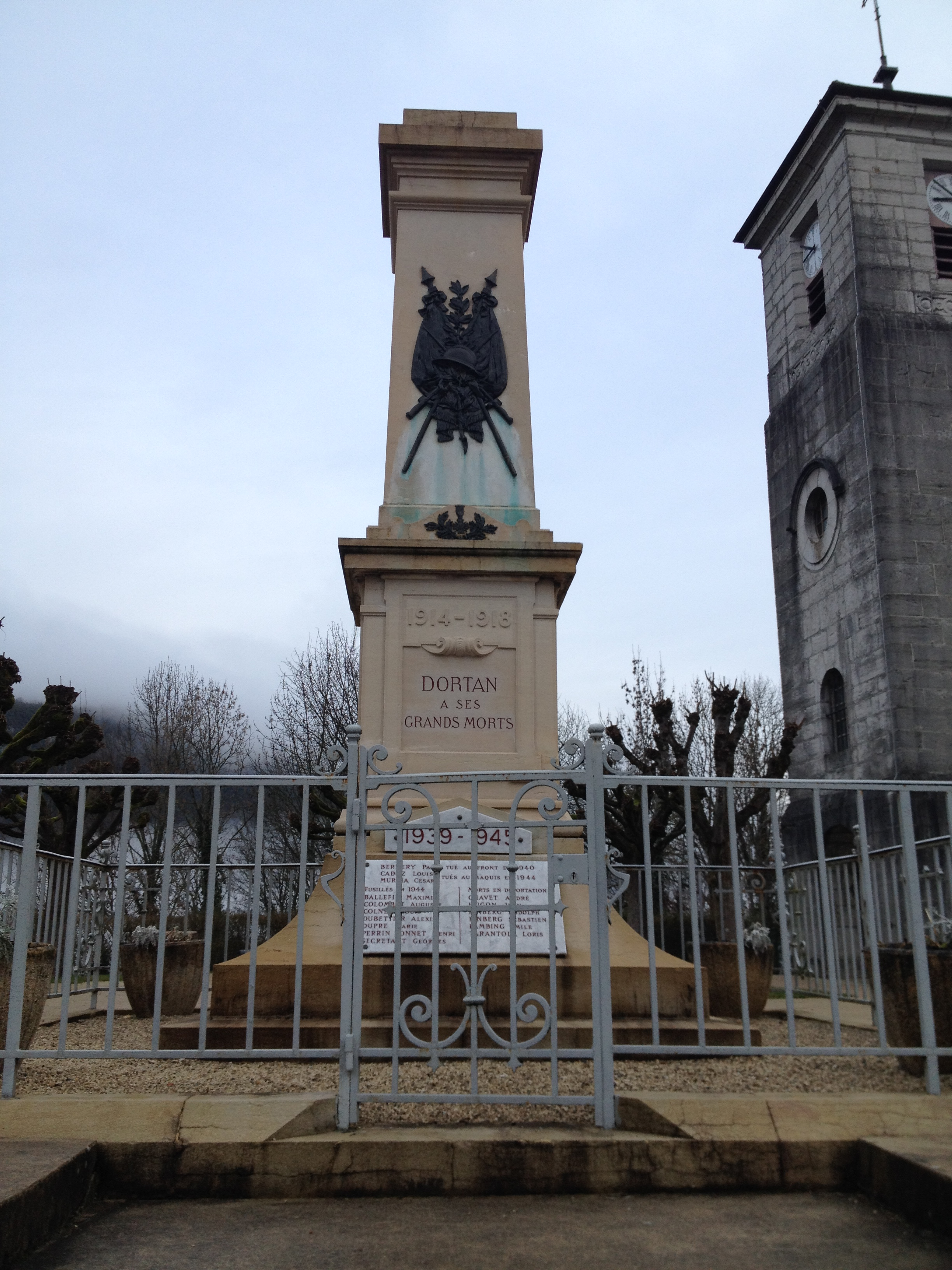
Военный мемориал
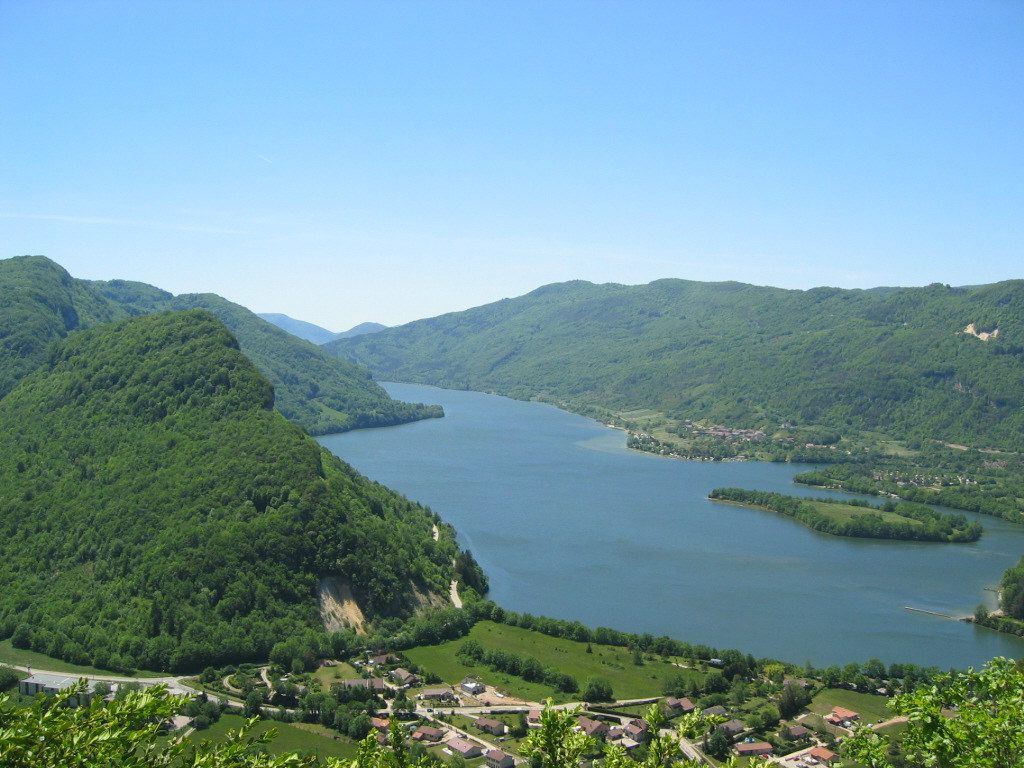
Озеро Куазле
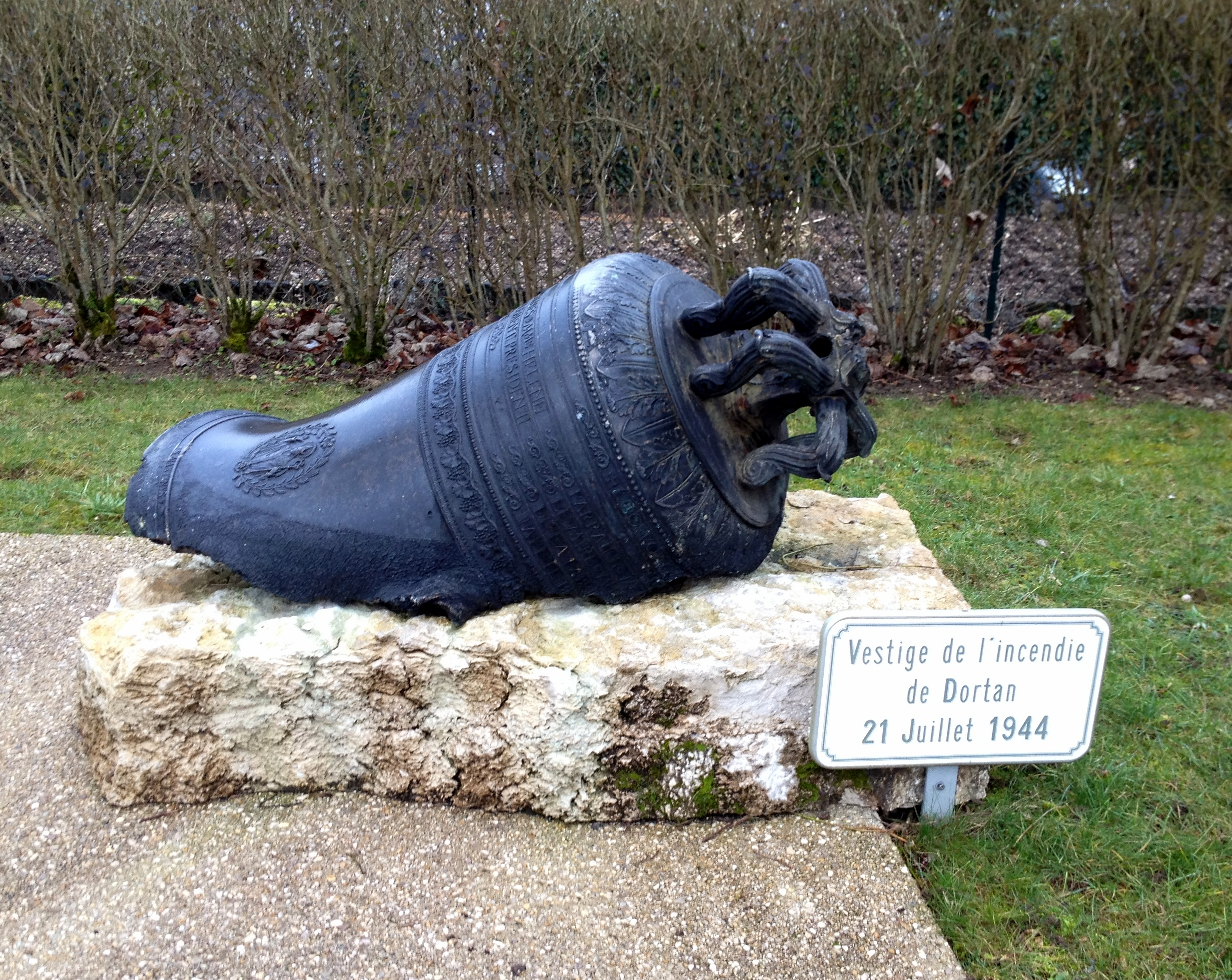
Колокол, повреждённый во время боя 21 июля 1944 года